# FC Café
Der FC Café, beziehungsweise CF Café ist ein osttimoresischer Fußballverein. Er ist in der Gemeinde Ermera ansässig. Ermera ist das Hauptanbaugebiet von Kaffee im Lande, wovon sich der Name des Fußballclubs ableitet.

## Geschichte
Mit dem Taça Vos Esperança 2001 (Kap Eurer Hoffnung) fand noch vor der Unabhängigkeit Osttimors unter UN-Verwaltung die erste nationale Meisterschaft statt. Eine der 24 teilnehmenden Mannschaften war der FC Café, ebenso 2004.
2005/2006 war man Teil der Super Liga. Man schied aber in der zweiten Runde aus. Bei der Taça Digicel nahm der Club nicht teil. Die Mannschaft AD Ermera, die mitspielte, war nicht mit dem FC Café identisch.
2015 fand die Qualifikationsrunde für die neugegründete Liga Futebol Amadora statt. Der FC Café landete in der Gruppe A auf dem letzten Platz und musste daher in der Saison 2016 in die Segunda Divisão. Hier erreichte man in der Gruppe B den vierten Platz von sieben Mannschaften, weswegen man auch in der Saison 2017 in der zweiten Liga spielte. Hier kam man auf Platz 5 der Gruppe A und schied damit aus den beiden Ligen der LFA aus.
Beim Landespokal Taça 12 de Novembro nahm der FC Café zweimal teil. 2016 schied man gleich in der ersten Runde mit 2:7 gegen den DIT FC aus und 2017 scheiterte man in der ersten Hauptrunde gegen den DIT FC.